# Vratička jednoduchá
Vratička jednoduchá (Botrychium simplex) je malá, vytrvalá kapradina z čeledi hadilkovitých (Ophioglossaceae) nenápadného vzhledu, patřící mezi nejvzácnější rostliny Evropy.

## Popis
Vratička jednoduchá je tvořena pouze jedním listem, malým kořenem a šťavnatou lodyhou. Stonek je světle zelený, šťavnatý a štíhlý. List roste na bázi stonku a je obalen blanitou pochvou loňského listu, která má světle hnědou až zelenou barvu. List má sterilní a fertilní část oddělenou ve spodní části listu. Sterilní část má nepravidelné úkrojky, které mohou být celokrajné nebo 2–3 laločnaté se slabě znatelnou až neznatelnou střední žilkou. Fertilní část je jednoduchá. Výtrusnice mohou být přisedlé či volné. Jejich počet se pohybuje okolo 4 až 12. Nejprve jsou olivově zeleného zbarvení, později se barva změní na červenohnědou. Rostlinka je diploidní (2n=90).

## Rozšíření a stanoviště
Druh se vyskytuje hlavně v mírném až chladnějším pásu severní polokoule jako v Severní Americe, střední Evropě, východní Asii, dále v Pyrenejích a Řecku.
V Česku bylo kdysi značné rozšíření této kapradiny na Šumavě a v Dolní Lipové na vápencových kopcích. Rostla nejvíce na smilkových loukách, rašelinách a vřesovištích.

## Ohrožení a ochrana
Vratička jednoduchá patří mezi přísně chráněné rostliny . Nebyla během posledních 50 let spatřena na území České republiky, tím pádem je zařazena mezi vyhynulé taxony .